# Neotis nuba
Abetarda-núbia ou abetarda-de-barrete-ruivo (Neotis nuba) é uma espécie de ave da família Otididae.
Pode ser encontrada nos seguintes países: Burkina Faso, Camarões, Chade, Mali, Mauritânia, Níger, Nigéria e Sudão.
Os seus habitats naturais são: savanas áridas e matagal árido tropical ou subtropical.
Está ameaçada por perda de habitat.